# Flöttjärnarna (Hede socken, Härjedalen, 693881-138154)
Flöttjärnarna är en sjö i Härjedalens kommun i Härjedalen och ingår i Ljusnans huvudavrinningsområde.